# Паттон, Джеймс
Джеймс Л. Паттон (англ. James L. Patton; род. 21 июня 1941, Сент-Луис) — американский антрополог и зоолог.

## Образование
В 1963 году получил степень бакалавра (с отличием, по специальности «антропология») Аризонского университета. В 1965 году получил там же степень магистра (по специальности «зоология»), а в 1969 году — степень доктора философии по зоологии.

## Профессиональный опыт
1963—1965 годы — ассистент преподавателя, Аризонский университет.
1965—1966 годы — старший сотрудник-преподаватель, Аризонский университет.
1969—1974 годы — доцент и помощник куратора, кафедры зоологии и Музея зоологии позвоночных, Калифорнийский университет (Беркли).
1974—1979 годы — адъюнкт-профессор и заместитель куратора, кафедры зоологии и Музея зоологии позвоночных, Калифорнийский университет (Беркли).
С 1979 года — профессор и куратор кафедры зоологии (в настоящее время — интегративной биологии) и Музея зоологии позвоночных, Калифорнийский университет (Беркли).
1982—1998 годы — заместитель директора Музея зоологии позвоночных, Калифорнийский университет (Беркли).
1988—1989, 1992, 1996 и с 1998 года — и. о. директора Музея зоологии позвоночных, Калифорнийский университет (Беркли).
С 1983 года — научный сотрудник Департамента маммологии Американского музея естественной истории (Нью-Йорк).

## Некоторые публикации
- Patton, J. L., and L. H. Emmons. A review of the genus Isothrix (Rodentia: Echimyidae). — Amer. Mus. Novitates, 1985, № 2817, pp. 14.
- Patton J. L. Population structure and the genetics of speciation in pocket суслики, род Thomomys. — Acta Zool. Fennica, 1985, 170:109-114.
- Patton J. L. The species groups of spiny rats, рода Proechimys (Rodentia: Echimyidae). pp. 305–345, // Studies in Neotropical Mammalogy: Essays in honor of Philip Hershkovitz (B. D. Patterson and R. M. Timm, eds.). Fieldiana: Zoology, new ser., 1987, № 39.
- Myers, P., and J. L. Patton. A new species of Akodon from the cloud forests of eastern Cochabamba Department, Bolivia (Rodentia: Sigmodontinae). — Occas. Papers Mus. Zool., Univ. Mich., 1989-б № 720:1-28.
- Patton, J. L., and O. A. Reig. Genetic differentiation among echimyid rodents, with emphasis on spiny rats, рода Proechimys. pp. 75–96, // Advances in Neotropical Mammalogy (J. F. Eisenberg and K. H. Redford, eds.). The Sandhill Crane Press, 1989.
- Myers, P., J. L. Patton, and M. F. Smith. A review of the boliviensis group of Akodon (Muridae: Sigmodontinae), with emphasis on Peru and Bolivia. — Misc. Publ. Mus. Zool., Univ. Mich., 1990, 177:1-104.
- da Silva, M. N. F., and J. L. Patton. Molecular phylogeography and the evolution and conversvation of Amazonian mammals. — Molecular Ecology, 1998, 7:475-486.
- Moritz, C., C. Schneider, T. B. Smith and J. L. Patton. Tropical rainforest diversity: perspectives from molecular systematics, populations genetics, and paleoecology. — Ann. Rev. Ecol. Syst., 1999.
- Lara, M. C., and J. L. Patton. Molecular phylogeography and systematics of spiny rats of the Atlantic Forest of Brazil (род Trinomys). — Zool. J. Linnean Soc.